# Chrestobunus
Chrestobunus is een geslacht van hooiwagens uit de familie Triaenonychidae.
De wetenschappelijke naam Chrestobunus is voor het eerst geldig gepubliceerd door Roewer in 1914. 

## Soorten
Chrestobunus omvat de volgende 3 soorten:
- Chrestobunus fuscus
- Chrestobunus inermis
- Chrestobunus spinulatus